# Raorchestes chromasynchysi
Raorchestes chromasynchysi es una especie de anfibio anuro de la familia Rhacophoridae.

## Distribución geográfica
Esta especie es endémica de los Ghats occidentales en la India. Se encuentra en el distrito de Wayanad en el estado de Kerala y en el distrito de Chikmagalur en el estado de Karnataka.

## Etimología
El nombre específico chromasynchysi proviene del griego khrôma, que significa color y de synchysis, que significa confusión, con referencia a los diferentes colores dorsales de esta especie.

## Publicación original
- Biju & Bossuyt, 2009: Systematics and phylogeny of Philautus Gistel, 1848 (Anura, Rhacophoridae) in the Western Ghats of India, with descriptions of 12 new species. Zoological Journal of the Linnean Society, vol. 155, p. 374-444.[4]